# Gare de Landegem
La gare de Landegem (en néerlandais : station Landegem) est une gare ferroviaire belge de la ligne 50A, de Bruxelles-Midi à Ostende, située à Landegem, section de la commune de Nevele, dans la province de Flandre-Orientale en Région flamande.
Elle est mise en service en 1838 par l'administration des chemins de fer de l'État belge. C'est une gare de la Société nationale des chemins de fer belges (SNCB) desservie par des trains Omnibus (L) et d’Heure de pointe (P).

## Situation ferroviaire
Établie à 9 mètres d'altitude, la gare de Landegem est située au point kilométrique (PK) 62,026 de la ligne 50A, de Bruxelles-Midi à Ostende, entre les gares ouvertes de Tronchiennes et de Hansbeke.

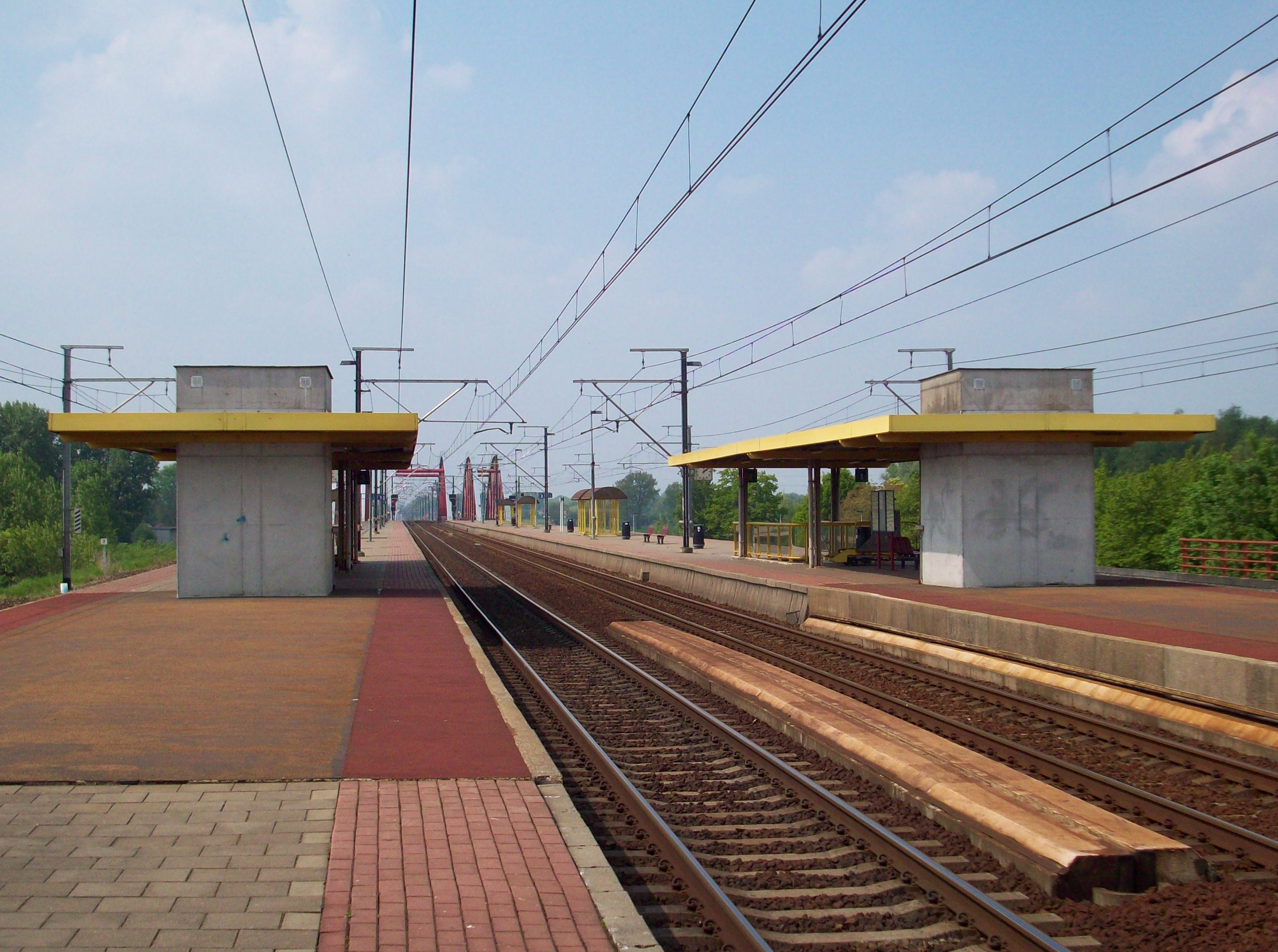
Intérieur de la gare.

## Histoire

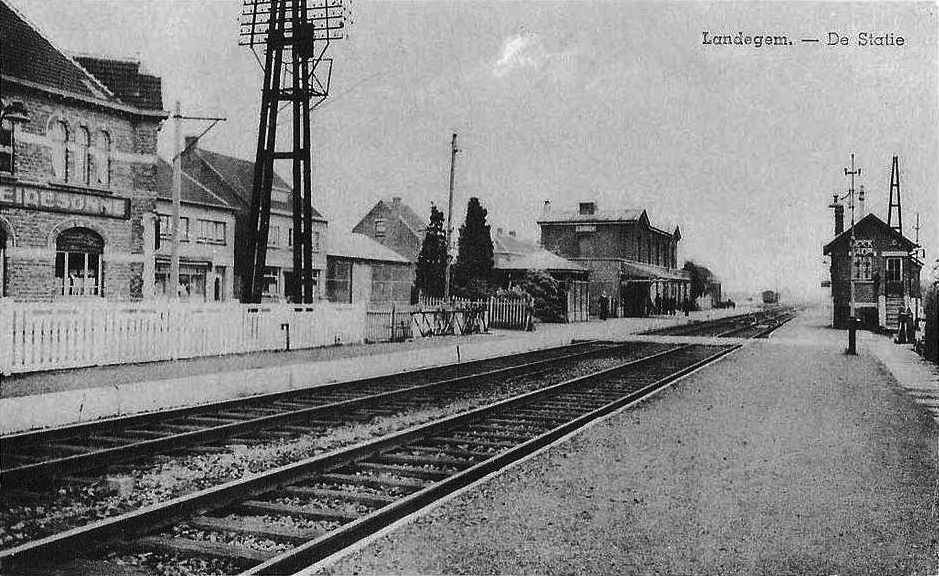
La gare vers 1900.

La station de Landegem est mise en service le 12 août 1838 par l'administration des chemins de fer de l'État belge, lorsqu'elle ouvre à l'exploitation la section de Gand à Bruges.
Le 4 juin 1862, dans la salle d'attente de la gare de Bruxelles-Nord, a lieu l'adjudication pour la construction du nouveau bâtiment des recettes de la gare. Ce bâtiment d'influence néo-classique est fort similaire à celui de la gare belge de Templeuve. Sa disposition générale n'est pas sans rappeler le bâtiment de la gare de Forest-Midi au style néo-classique plus prononcé, dont l'adjudication a également eu lieu en juin 1862. Les installations pour les marchandises sont agrandies vers 1875.
Le 21 mai 1994, l'ancien bâtiment des voyageurs de Landegem est détruit pour permettre le réaménagement de la plateforme avec la création de deux voies supplémentaires et la construction d'un nouveau bâtiment plus fonctionnel avec un passage sous les voies et des accès aux quais avec des ascenseurs. Les nouvelles installations sont opérationnelles en 1996.
Au cours des années 2010, plusieurs trains P desservant Landegem disparaissent et la SNCB cesse d'y faire s'arrêter les quelques trains IC qui la desservaient la nuit.

## Service des voyageurs

### Accueil
Gare SNCB, elle dispose d'un bâtiment voyageurs, avec guichets, ouvert tous les jours. Des aménagements, équipements et services sont à la disposition des personnes à la mobilité réduite.
Un passage sous voies, équipé d'ascenseurs, permet le passage d'un quai à l'autre.

### Desserte
Hansbeke est desservie par des trains Omnibus (L) et d'Heure de pointe (P) de la SNCB, qui effectuent des missions sur la ligne commerciale 50A (Bruxelles - Ostende / Blankenberge / Knokke / Zeebrugge) (voir brochure SNCB).

#### Semaine
Landegem est desservie chaque heure par un train L entre Malines et Zeebrugge-Dorp (Zeebrugge-Strand en été) via Bruges, Gand-Saint-Pierre et Termonde. Ils sont renforcés par deux trains P entre Bruges et Gand-Saint-Pierre le matin, un autre vers midi et un l'après-midi ainsi qu'un train P entre Gand-Saint-Pierre et Bruges le matin, un autre vers midi et trois en fin d'après-midi. Deux trains P rapides entre Ostende et Scharbeek (Bruxelles) le matin, dans l'autre sens le soir, s'arrêtent aussi à Landegem.

#### Week-ends et fériés
La gare est desservie par des trains L toutes les heures, comme en semaine, mais ils sont limités au trajet Zeebrugge-Strand - Bruges - Gand-Saint-Pierre.

### Intermodalité
Un parc pour les vélos et un parking pour les véhicules y sont aménagés. La gare est desservie par des bus.

## Comptage voyageurs
Ce graphique et tableau montre le nombre de voyageurs embarquant en moyenne durant la semaine, le samedi et le dimanche.
| Nombre de passagers qui embarquent à la gare de Landegem | Nombre de passagers qui embarquent à la gare de Landegem | Nombre de passagers qui embarquent à la gare de Landegem | Nombre de passagers qui embarquent à la gare de Landegem |
|                                                          | Semaine                                                  | Samedi                                                   | Dimanche                                                 |
| -------------------------------------------------------- | -------------------------------------------------------- | -------------------------------------------------------- | -------------------------------------------------------- |
| 1977                                                     | 579                                                      | 105                                                      | 83                                                       |
| 1978                                                     | 578                                                      | 108                                                      | 81                                                       |
| 1979                                                     | 587                                                      | 100                                                      | 80                                                       |
| 1980                                                     | 556                                                      | 104                                                      | 51                                                       |
| 1981                                                     | 513                                                      | 134                                                      | 89                                                       |
| 1982                                                     | 603                                                      | 107                                                      | 103                                                      |
| 1983                                                     | 556                                                      | 94                                                       | 74                                                       |
| 1984                                                     | 487                                                      | 107                                                      | 81                                                       |
| 1985                                                     | 510                                                      | 112                                                      | 140                                                      |
| 1986                                                     | 744                                                      | 134                                                      | 96                                                       |
| 1987                                                     | 421                                                      | 130                                                      | 147                                                      |
| 1988                                                     | 534                                                      | 113                                                      | 110                                                      |
| 1989                                                     | 423                                                      | 117                                                      | 71                                                       |
| 1990                                                     | 558                                                      | 119                                                      | 85                                                       |
| 1991                                                     | 479                                                      | 130                                                      | 106                                                      |
| 1992                                                     | 590                                                      | 108                                                      | 100                                                      |
| 1993                                                     | 465                                                      | 108                                                      | 86                                                       |
| 1994                                                     | 476                                                      | 94                                                       | 66                                                       |
| 1995                                                     | 467                                                      | 85                                                       | 64                                                       |
| 1996                                                     | 468                                                      | 112                                                      | 89                                                       |
| 1997                                                     | 528                                                      | 107                                                      | 87                                                       |
| 1998                                                     | 439                                                      | 100                                                      | 81                                                       |
| 1999                                                     | 631                                                      | 128                                                      | 136                                                      |
| 2000                                                     | 382                                                      | 86                                                       | 84                                                       |
| 2001                                                     | 364                                                      | 93                                                       | 84                                                       |
| 2002                                                     | 389                                                      | 99                                                       | 82                                                       |
| 2003                                                     | 437                                                      | 114                                                      | 97                                                       |
| 2004                                                     | 383                                                      | 118                                                      | 98                                                       |
| 2005                                                     | 444                                                      | 142                                                      | 105                                                      |
| 2006                                                     | 452                                                      | 142                                                      | 115                                                      |
| 2007                                                     | 459                                                      | 138                                                      | 115                                                      |
| 2008                                                     | -                                                        | -                                                        | -                                                        |
| 2009                                                     | 490                                                      | 109                                                      | 67                                                       |
| 2010                                                     | -                                                        | -                                                        | -                                                        |
| 2011                                                     | -                                                        | -                                                        | -                                                        |
| 2012                                                     | 655                                                      | 133                                                      | 125                                                      |
| 2013                                                     | 553                                                      | 138                                                      | 109                                                      |
| 2014                                                     | 540                                                      | 133                                                      | 114                                                      |
| 2015                                                     | 583                                                      | 135                                                      | 105                                                      |
| 2016                                                     | 596                                                      | 153                                                      | 135                                                      |
| 2017                                                     | 612                                                      | 126                                                      | 115                                                      |
| 2018                                                     | 535                                                      | 151                                                      | 148                                                      |
| 2019                                                     | 654                                                      | 108                                                      | 101                                                      |
| 2020                                                     | 351                                                      | 87                                                       | 72                                                       |
| 2021                                                     | -                                                        | -                                                        | -                                                        |
| 2022                                                     | 581                                                      | 176                                                      | 142                                                      |
| 2023                                                     | 638                                                      | 144                                                      | 124                                                      |
| 2024                                                     | 649                                                      | 111                                                      | 90                                                       |

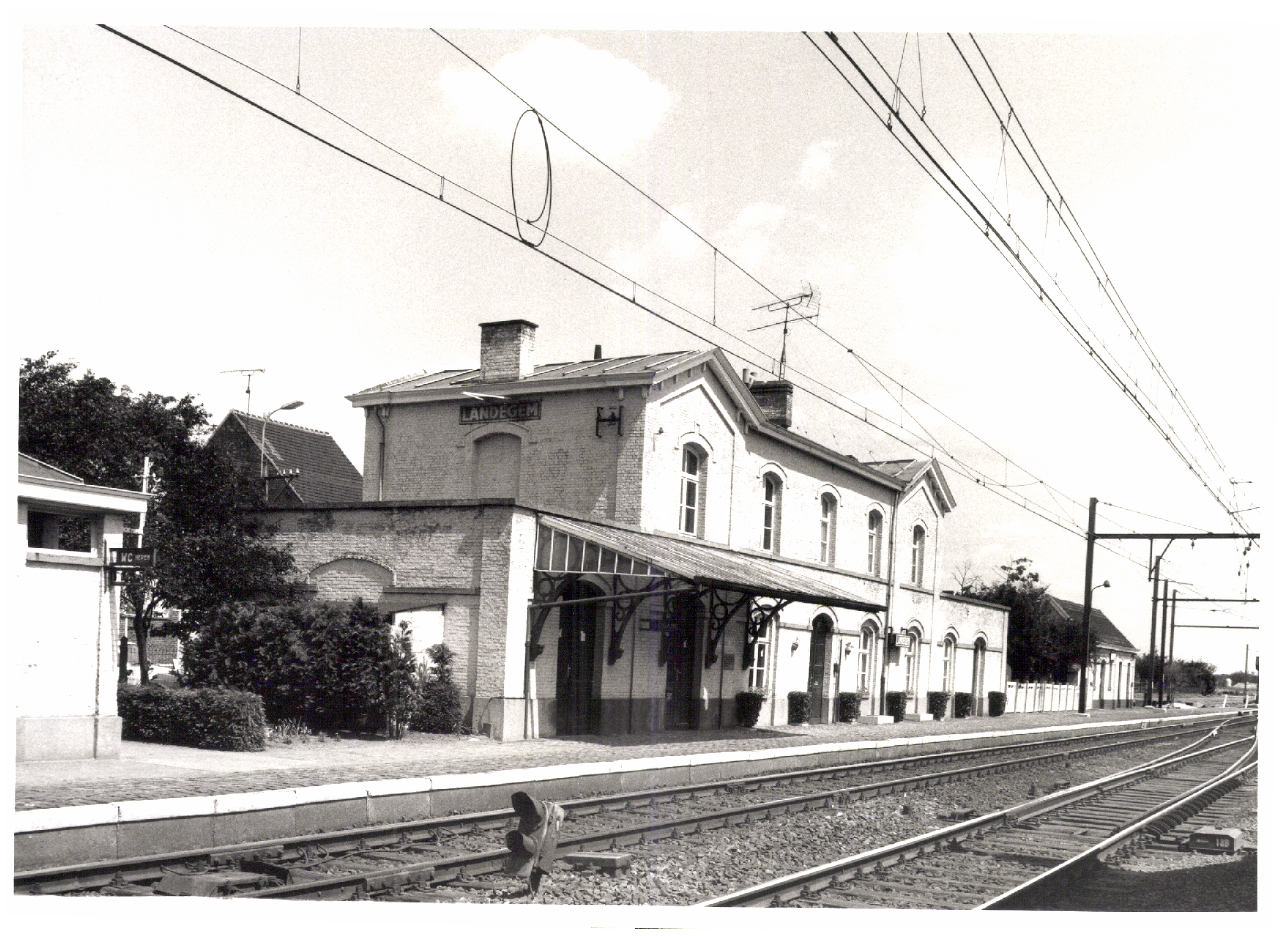
Ancien bâtiment en 1983.
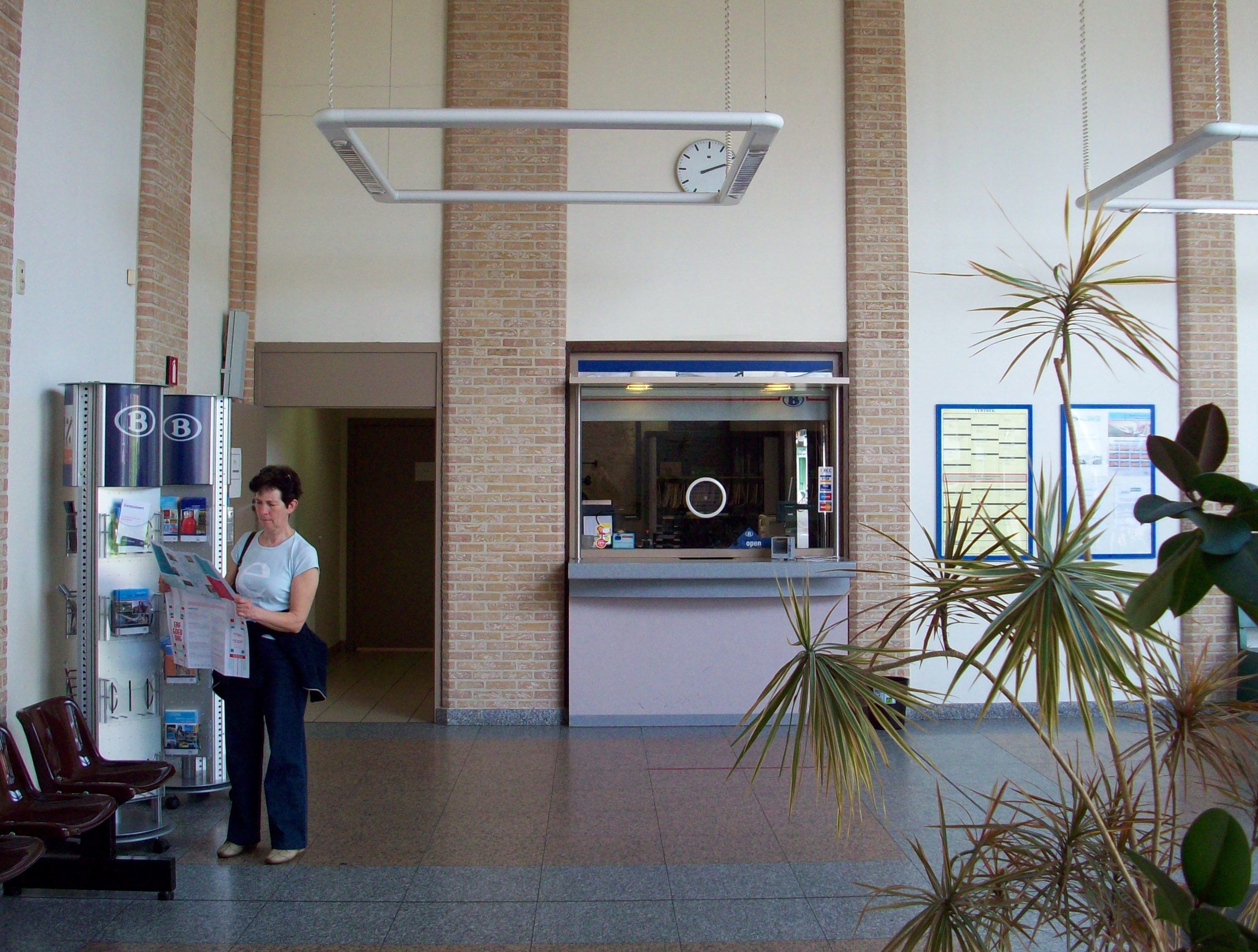
Hall et guichet.
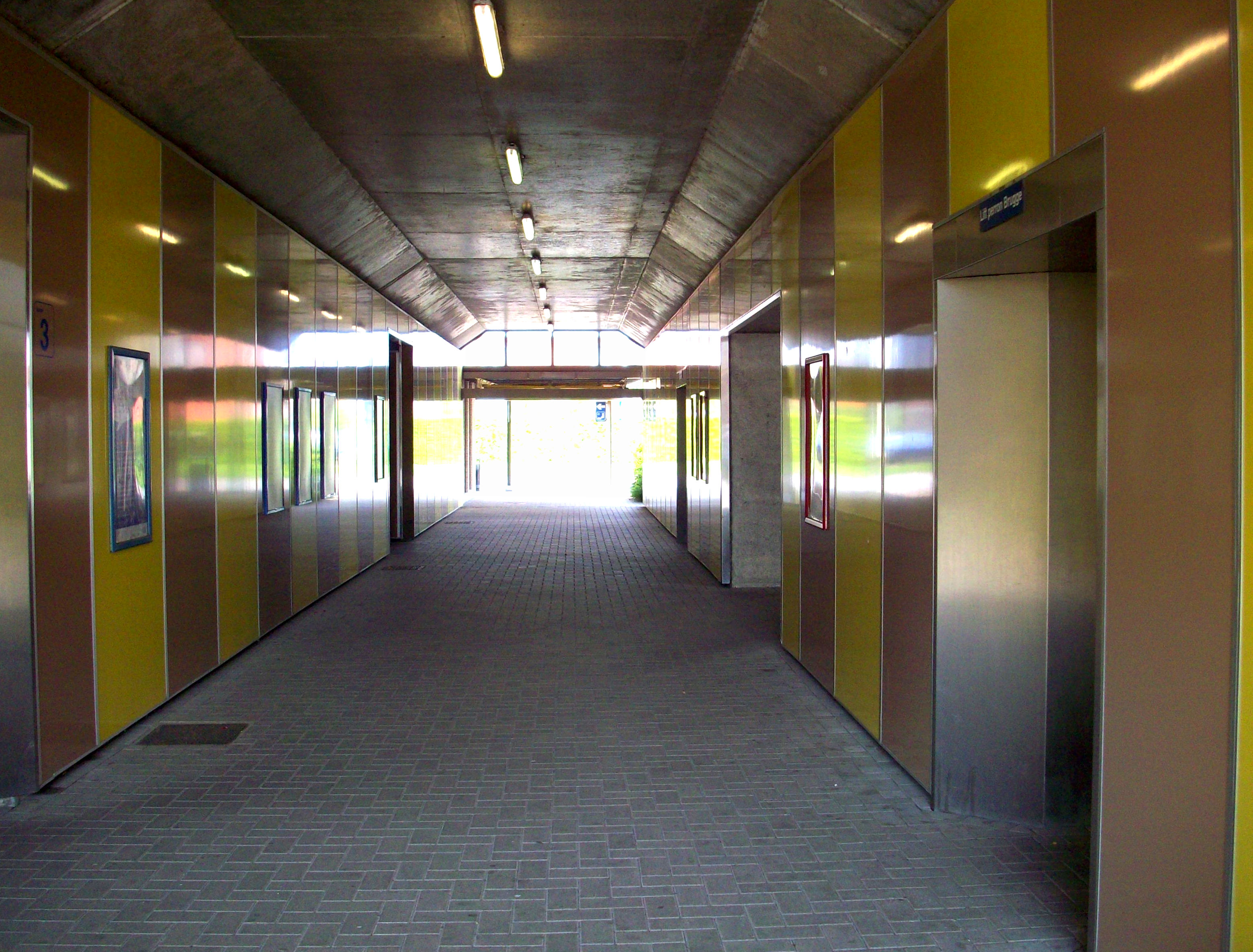
Passage sous voies.
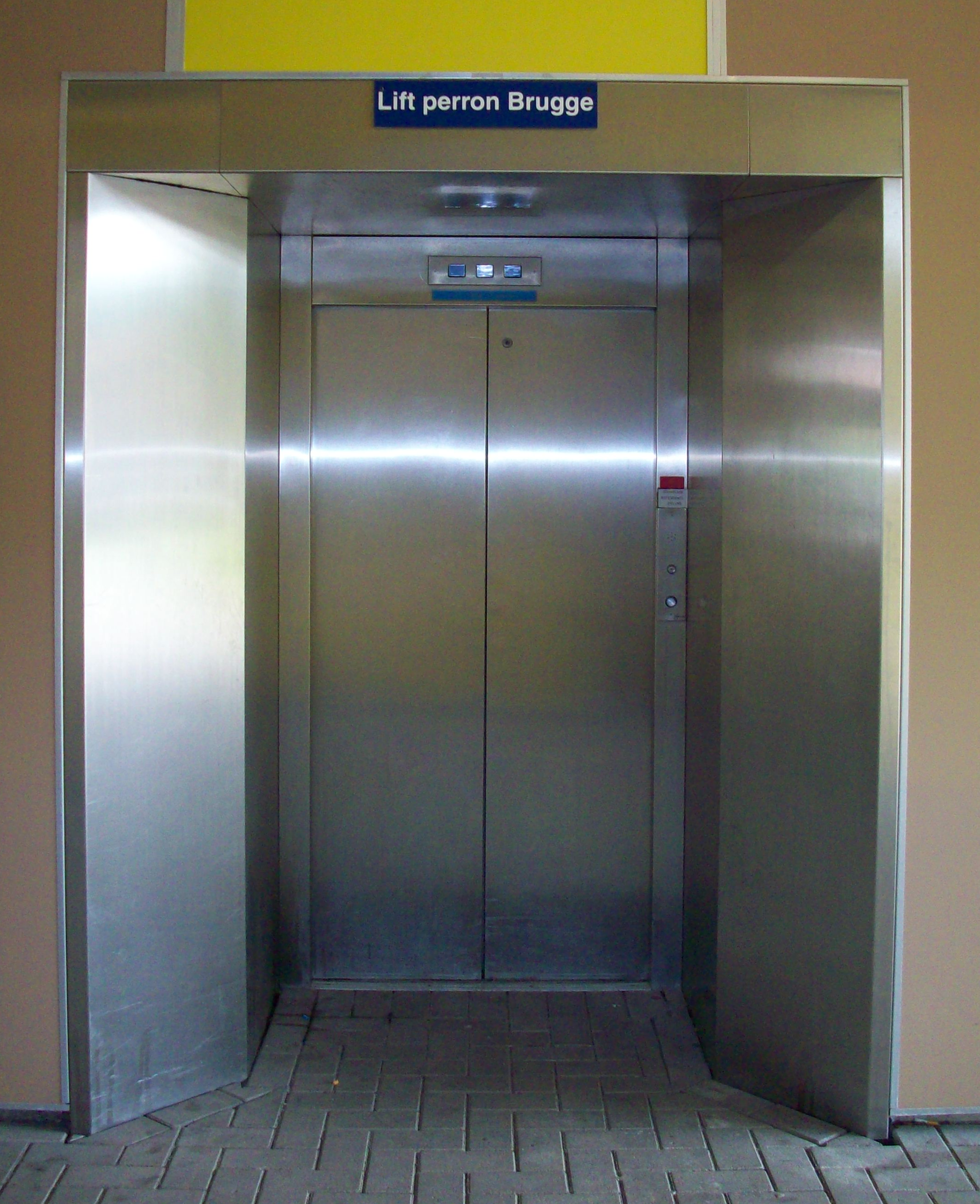
Ascenseur.